# Código Morse

Gráfico do código Morse 26 letras e 10 numerais

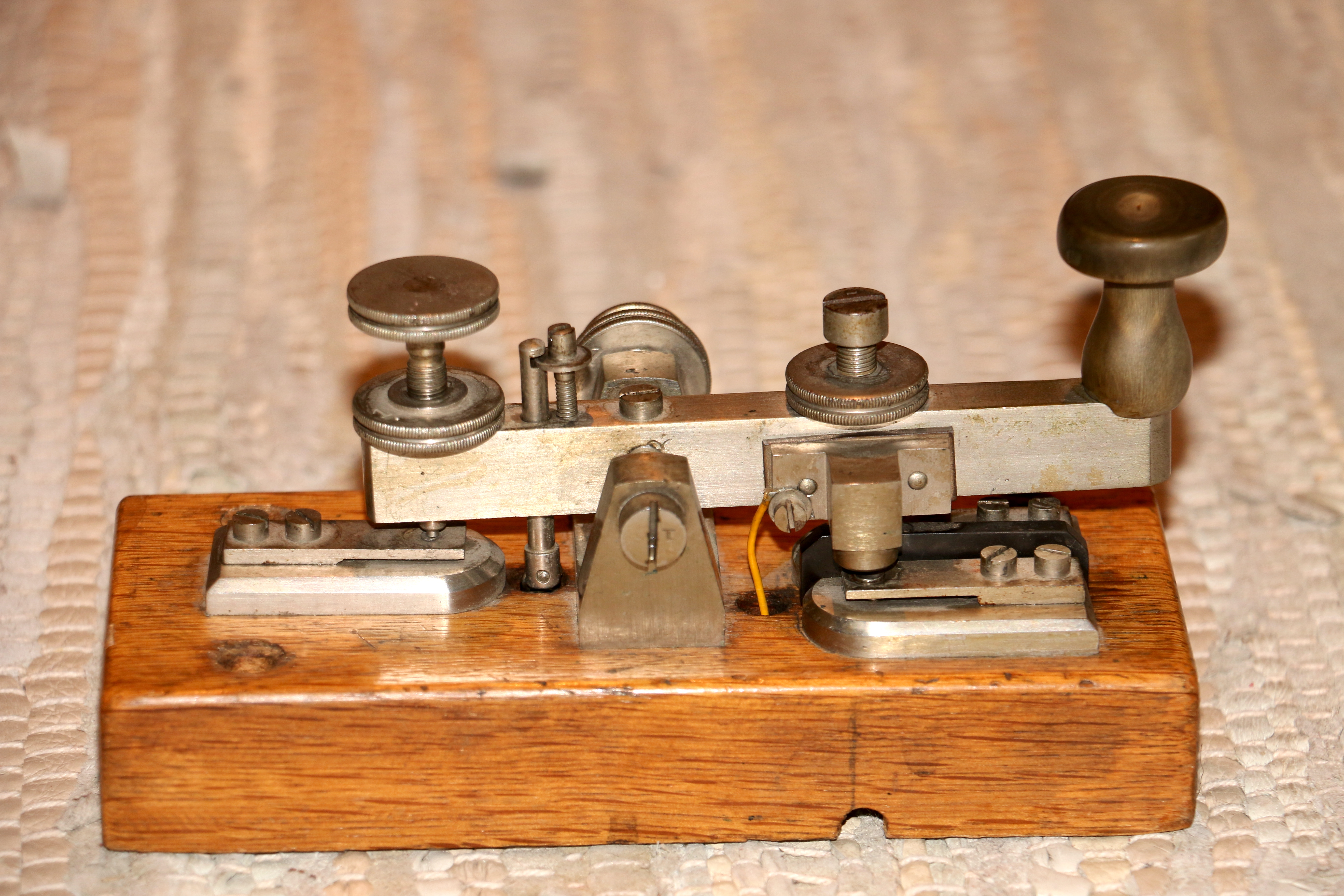
Transmissor de código Morse

O Código Morse é um sistema de representação de letras, algarismos e sinais de pontuação através de um sinal codificado enviado de modo intermitente, foi desenvolvido por Samuel Morse em 1837, criador do telégrafo elétrico, dispositivo que utiliza correntes elétricas para controlar eletroímãs que atuam na emissão e na recepção de sinais.
Uma mensagem codificada em Morse pode ser transmitida de várias maneiras em pulsos (ou tons) curtos e longos:
- pulsos elétricos transmitidos em um cabo;
- ondas mecânicas (som), conhecido por morse acústico;
- sinais visuais (luzes acendendo e apagando);
- ondas eletromagnéticas (sinais de rádio).

Este sistema representa letras, números e sinais de pontuação apenas com uma sequência de pontos, traços, e espaços.
Portanto, com o desenvolvimento de tecnologias de comunicação mais avançadas, o uso do código Morse é agora um pouco obsoleto, embora ainda seja empregado em algumas finalidades específicas, incluindo rádio faróis, e por CW (continuous wave - onda contínua), operadores de radioamadorismo. Código Morse é o único modo de modulação feito para ser facilmente compreendido por humanos sem ajuda de um computador, tornando-o apropriado para mandar dados digitais em canais de voz.
O código Morse pode ser transmitido de muitas maneiras: originalmente como pulso elétrico através de uma rede telegráfica, mas também como tom de áudio, como um sinal de rádio com pulsos ou tons curtos e longos, ou como sinal mecânico ou visual (ex: sinal de luz) usando ferramentas como lâmpadas de Aldis e heliógrafos. Porque o código Morse é transmitido usando apenas dois estados — ligado e desligado — é uma estranha forma de código digital. O código Morse internacional é composto de seis elementos:
1. Sinal curto, ponto ou 'dit' (·)
2. Sinal longo, traço ou 'dah' (-)
3. Intervalo entre caracteres (entre pontos e traços)
4. Intervalo curto (entre letras)
5. Intervalo médio (entre palavras)
6. Intervalo longo (entre frases)

Portanto, o comprimento variável de caracteres do código Morse dificulta a adaptação à comunicação automatizada, então foi amplamente substituída por mais formatos regulares, incluindo o Código Baudot e ASCII.
O que se é chamado hoje de código Morse difere em parte do que foi originalmente desenvolvido por Morse e seu assistente, Alfred Vail. Em 1948 uma distinção das sequências do código, incluindo mudanças a onze das letras, foi feita na Alemanha e eventualmente adotada como o padrão mundial como Morse Internacional. A especificação original do código de Morse, muito limitada para o uso nos Estados Unidos, tornou-se conhecida como Railroad ou Código Morse Americano, e atualmente é muito raro o seu uso.

## Desenvolvimento
Pingala um estudante /músico/matemático que viveu na antiga Índia entre 400 e 200 a.C., foi o primeiro a usar um código binário de sílabas curtas e longas (traços curtos e longos), muito similar ao código Morse. Uma sílaba longa é igual ao a controlar um eletroímã localizado no fim da recepção da linha transmissora. Os limites tecnológicos da época tornaram impossível marcar caracteres individuais de uma forma compreensível. Então os inventores tiveram que criar um método alternativo de comunicação. No início de 1837, William Cooke e Charles Wheatstone operaram telégrafos elétricos na Inglaterra que também controlaram os eletroímãs nos receptores. Porém, os seus ponteiros de agulha dos sistemas giravam no sentido de indicar os caracteres sendo enviados. Em contraste, o sistema de telégrafo inicial de Morse e Vail, o qual entrou na primeira operação em 1844, marcou uma fita magnética de papel — quando a corrente elétrica era transmitida, o eletroímã do receptor girava a armação, de modo que começou a arranhar uma fita magnética móvel, e quando a corrente foi removida, o receptor retratou a armação, de forma que uma porção da fita permaneceu sem marca.
O código Morse foi desenvolvido de modo que os operadores pudessem traduzir as identificações marcadas na fita de papel em mensagens de texto. Inicialmente, Morse planejou transmitir somente números, e usar um dicionário para procurar cada palavra de acordo com o número que foi enviado. Porém, o código foi expandido para incluir letras e caracteres especiais, podendo assim ser usado para mensagens mais completas. As marcas curtas foram chamadas de "pontos", e as longas de "traços", e as letras mais comuns usadas na língua inglesa foram nomeadas nas menores sequências.
No telégrafo original de Morse, as armações dos receptores fizeram um barulho de clicado como se se movessem dentro e fora da posição da marcação da fita. Operadores logo aprenderam a ler os clicados como o início e o fim dos pontos e traços, mostrando que não é necessário muito tempo para usar a fita.
Quando o código Morse foi adotado no rádio, os pontos e os traços foram normalmente enviados como tons curtos e longos. Isso foi posteriormente provado que as pessoas se tornariam mais hábeis na recepção do código Morse quando é ensinado como uma linguagem ouvida, ao invés de lida de páginas. Para refletir o som do código Morse, profissionais vocalizaram os pontos como "dit" e os traços como "dah". Quando um "dit" não é o elemento final do caractere, seu som é encurtado para "di" para manter um melhor ritmo vocal.
Mensagens Morse são geralmente transmitidas por uma ferramenta de transmissão manual, como o telégrafo, mas há variações introduzidas pela prática de enviar e receber — operadores mais experientes conseguem enviar e receber em altas velocidades. Em geral, qualquer código representando símbolo escrito como sinais de durações variadas pode ser transmitido por código Morse, mas o termo é usado especialmente para dois tipos de código Morse usado para o alfabeto inglês e símbolos associados.
Companhias de telégrafo cobravam baseada na duração da mensagem enviada. Códigos comerciais elaborados foram desenvolvido para codificar frases comuns em grupos de cinco letras que eram enviadas como palavras simples. Exemplos: BYOXO (Você está tentando sair fora disso?), LIOUY (Por que você não responde minhas perguntas?), e AYYLU (Código não claro, repita mais claramente). As letras desses grupos de cinco letras eram enviadas individualmente usando código Morse. Na terminologia da rede de computadores, poderia dizer que o código comercial é colocada na topo do código Morse, o qual é levado ao topo do código binário, o qual é levado ao topo do rede física de telegrafia. Ainda em uso no radioamadorismo são o Código Q e o Código Z; eles foram e são usados por operadores para serviços como qualidade da transmissão, mudanças de frequências, e telegramas.
Quando considerado como um padrão para codificação da informação, o código Morse teve uma vida próspera que ainda não foi ultrapassado por nenhum outro esquema de codificação eletrônica. O código Morse foi usado como um padrão internacional para comunicações marítimas até 1999 quando foi substituído pelo Sistema de Segurança de Perigo Marítimo global. Quando a marinha francesa cessou de usar o código Morse em 1997, a mensagem final transmitida foi "Chamando todos. Este é o nosso último grito antes do nosso silêncio eterno."
Recentemente algumas competições de altas velocidades têm sido amplamente divulgadas entre operadores de código Morse e usuários de mensagens SMS de telefone celular. O código Morse tem constantemente ganho as competições, conduzindo à especulação que os fabricantes de telefone celular podem construir um código Morse relacionado para telefones celulares. A ligação traduziria automaticamente o código Morse colocado dentro do texto de modo que poderia ser enviada por qualquer telefone celular que suporte SMS, então o receptor da mensagem precisaria saber código Morse para entender a mensagem. Outra aplicação especulada inclui pegar um aplicação de assistência a código Morse e usando o alerta vibratório do celular para traduzir a mensagem SMS em mensagens silenciosas, leitura "mão-livre" das mensagens recebidas. Alguns celulares ainda têm informativo audível para alguns celulares que permitem código Morse introduzido em mensagens SMS enviadas.
Embora não seja um código usual hoje em dia, alguns grupos ainda o usam, como por exemplo, os Escoteiros e o Clube de Desbravadores.

## Código Morse internacional moderno
O código Morse internacional moderno foi criado por Friedrich Clemens Gerke em 1838 e usado por telegrafistas entre Hamburgo e Cuxhaven na Alemanha. Depois de algumas modificações secundárias em 1865 foi padronizado pelo Congresso Internacional Telegráfico em Paris em 1865, e posteriormente regulamentado pelo ITU com Código Morse internacional.
O código Morse internacional continua em uso atualmente, porém se tornou quase exclusivamente para radioamadores. Até 2003 ade telecomunicações UIT (ITU, em inglês), designou proficiência em código Morse como parte do exame para licença de radioamadores pelo mundo. Em alguns países, alguma parcela das bandas para radioamadores continuam sendo reservadas para transmissão unicamente em código Morse.
Desde que Morse confiou em um único sinal de rádio, necessitou-se de equipamentos menos complexos que outras formas de radiocomunicação, e pode ser usado com ruídos muitos altos e ambientes com baixo sinal. Requer também menos largura de banda que comunicações com voz, normalmente 100-150 Hz, comparada com os 4 000 Hz de banda de voz. O uso extensivo de pro-sinais, Código Q, e formatos restritos de mensagens codificadas (típicas de comunicação entre operadores) facilita a comunicação entre radioamadores que não dividem o mesmo idioma e têm grande dificuldade em comunicação de voz.
Código Morse também é popular entre operadores QRP por possibilitar comunicações a distâncias muito longas, com baixa potência. A habilidade de recepção pode ser sustentada por operadores treinados até mesmo quando o sinal é dificilmente ouvido, pelo fato de que a energia transmitida é concentrada dentro de uma pequena largura de banda, tornado possível por usar filtros receptores estreitos, que suprimem ou eliminam interferência em frequências próximas. A largura de onda estreita também tira vantagem da seletividade auricular natural do cérebro humano, futuramente aumentando a capacidade de receber sinais fracos.
A Conferência Mundial de Radiocomunicação de 2003 tornou opcional o conhecimento de código Morse para licença de radioamador.

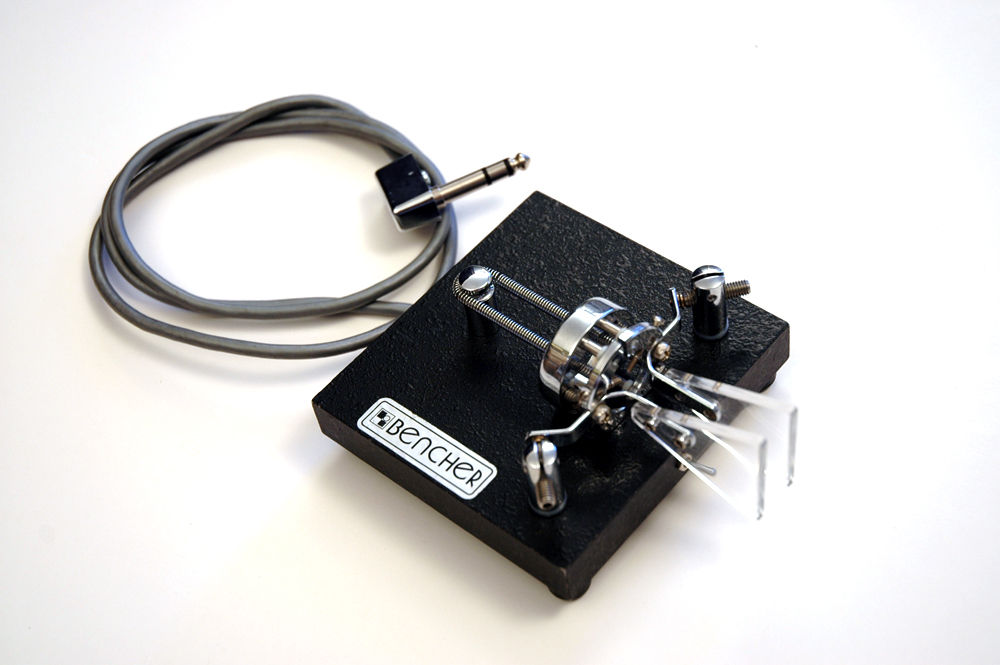
Um batedor iâmbico comercialmente fabricado usado junto com uma chave eletrônica para gerar alta velocidade de transmissão de código Morse.

Radioamadores e militares qualificados em código Morse podem freqüentemente entender código a taxas excedendo 40 WPM (palavras por minuto). Concursos internacionais em código acontecem ocasionalmente. Existem também alguns clubes de radioamadores que requerem altas velocidades em transmissão e recepção, o maior deles tem o padrão de 60 WPM. Em julho de 1939 em um concurso em Asheville, Carolina do Norte, Ted R. Elroy marcou um recorde ainda não quebrado de 75,2 WPM. No seu livro on-line de alta velocidade de transmissão, William Pierpont (N0HFF) anota alguns operadores que talvez tenha passado 100 WPM. Por esse ritmo eles estão ouvindo frases e sentenças em lugar de palavras.
Embora a tradicional chave telegráfica (chave direta) ainda seja usada por vários amadores, o uso de chaves semi e totalmente automáticas prevalece atualmente. Programas de computador são também freqüentemente empregados para produzir e decodificar sinais de código Morse. A maior velocidade já enviada por uma chave direta foi alcançada em 1942 por Harry Turner (W9YZE) que alcançou 35 WPM em uma demonstração numa base do exército estado-unidense.
Em 24 de maio de 2004, no aniversário de 160 anos da primeira transmissão telegráfica, o IUT adicionou o caractere "@" (arroba) ao código Morse, como um "AC" juntos. O novo caractere facilitou o envio de endereços de correio eletrônico por código Morse e isso é notável, já que é a primeira adição ao código Morse desde a I Guerra Mundial.

## Representação e ritmo
Existem dois símbolos usados para representar letras, chamados de pontos e traços ou (mais comumente usado entre usuários de CW) dits e dahs. A duração do dit determina o ritmo a qual a mensagem é enviada. Aqui está uma ilustração de convenções de ritmo. Sua intenção é mostrar exatamente o ritmo — normalmente seria escrito algo como isso:
```
-.-. --- -.. .. --. ---  /       -- --- .-. ... .
C    O   D   I  G   O  (espaço)   M  O   R   S  E
```

onde - representa dah e · representa dit. Aqui está a convenção de ritmo exata para a mesma mensagem (= representa ligado, · representa desligado, todos para a duração de um dit):
```
===.=.===.=...===.===.===...===.=.=...=.=...===.===.=...===.===.===.......===.===...===.===.===...=.===.=...=.=.=...=
   ^                         ^    ^     ^                             ^           ^
   |                        dah  dit   dit                            |           |
 espaço de símbolo                                           espaço de palavra  espaço de letra
```

Na caixa de texto acima, máxima velocidade de código Morse, um dah é convencionalmente 3 vezes a duração do dit. Espaços entre dits e dahs em um caractere têm a duração de um dit. Espaços entre letras em uma palavra têm a duração de um dah (3 dits). Espaços entre palavras têm a duração de 7 dits.
Esse aprendizado de código Morse é frequentemente ensinada para enviar e entender letras e outros símbolos nos seus objetivos de velocidade, que é com relativa normalidade o ritmo dos pontos, traços e espaços em cada símbolo para aquela velocidade. Espaços exagerados entre símbolos e palavras são usados para dar um tempo para pensar, que pode ser reduzida com a prática e a familiaridade. Isso torna a forma do som de letras e símbolos fácil de se aprender. Esse método de ensinar é chamado de método de Farnsworth. Outro método de ensino popular é o método Koch, que usa a velocidade designada de início, mas começa com apenas dois caracteres. Uma vez conseguido copiar sequências que contêm esses dois caracteres com 90% de precisão, outro caractere é adicionado, e assim até todos os caracteres serem dominados.
Código Morse é freqüentemente falado ou escrito dessa forma:
```
-- --- ·-· ··· · / -·-· --- -·· ·
```

Dah-dah dah-dah-dah di-dah-dit di-di-dit dit, Dah-di-dah-dit dah-dah-dah dah-di-dit dit.
Note que que há um pequeno pormenor em aprender a ler código Morse escrito como está acima, o som de todas as letras e símbolos precisam estar compreendidos, para aprender e receber.
A velocidade do código Morse é tipicamente especificado em palavras por minuto (WPM). O padrão paris define a velocidade de transmissão como o ritmo de ponto e traço necessário para enviar a palavra "Paris" um dado número de vezes por minuto. A palavra Paris é escolhida porque tem precisamente 50 "dits" baseado no ritmo do livro de texto.
Fala-se que músicos aprendem o ritmo de caractere em código Morse mais rapidamente que não músicos. Reciprocamente, código Morse tem sido usado na música, como fonte para padrão rítmico e em gravações, como em Wireless Fantasy de Vladimir Ussachevsky, A Revolta dos Dândis II da banda gaúcha Engenheiros do Hawaii e na música YYZ da banda de Rock Rush.

## Letras, números, pontuações e sinais especiais

### Letras
| Letra | Código Internacional | Letra | Código Internacional |
| ----- | -------------------- | ----- | -------------------- |
| A     | .-                   | N     | -.                   |
| B     | -...                 | O     | ---                  |
| C     | -.-.                 | P     | .--.                 |
| D     | -..                  | Q     | --.-                 |
| E     | .                    | R     | .-.                  |
| F     | ..-.                 | S     | ...                  |
| G     | --.                  | T     | -                    |
| H     | ....                 | U     | ..-                  |
| I     | ..                   | V     | ...-                 |
| J     | .---                 | W     | .--                  |
| K     | -.-                  | X     | -..-                 |
| L     | .-..                 | Y     | -.--                 |
| M     | --                   | Z     | --..                 |

### Números
|   | Código internacional |
| - | -------------------- |
| 1 | ·----                |
| 2 | ··---                |
| 3 | ···--                |
| 4 | ····-                |
| 5 | ·····                |
| 6 | -····                |
| 7 | --···                |
| 8 | ---··                |
| 9 | ----·                |
| 0 | -----                |

### Pontuações comuns
|                     | Código internacional |
| ------------------- | -------------------- |
| Ponto [.]           | ·-·-·-               |
| Vírgula [,]         | --··--               |
| Interrogação [?]    | ··--··               |
| Apóstrofo [']       | ·----·               |
| Exclamação [!]      | -·-·--               |
| Barra [/]           | -··-·                |
| Parênteses [(]      | -·--·                |
| Parênteses [)]      | -·--·-               |
| E comercial [&]     | ·-···                |
| Dois pontos [:]     | ---···               |
| Ponto e vírgula [;] | -·-·-·               |
| Igual [=]           | -···-                |
| Hífen [-]           | -····-               |
| Linha baixa [_]     | ··--·-               |
| Aspas ["]           | ·-··-·               |
| Cifrão [$]          | ···-··-              |
| Arroba [@]          | ·--·-·               |

O "@" (arroba) foi adicionado em 2004 e combina A e C em um caractere.
A "!"(exclamação) não é oficialmente reconhecida em nenhum lugar. A junção de C e M -·-·-- foi proposta no ano de 1980, pela Heathkit Company (um vendedor de conjuntos de equipamentos de radio-amadorismo). Enquanto o programa de computador tradutor de código Morse prefere essa versão, o uso "em-ar" não é ainda universal como alguns operadores de rádio canadenses e, nos Estados Unidos, continuam preferindo a antiga junção de M e N ---·.

## Sinais especiais
Sinais especiais são pontos/traços sequenciados que têm um significado especial. Eles podem frequentemente ser visto como se fossem compostos por um, dois ou três caracteres alfabético do código Morse. Quando compostos nesse sentido de mais que um caractere, eles são enviados juntos; isso é, omitindo as pausas normais que estariam entre elas se fossem enviadas como letras de um texto. Essas ligações são normalmente representadas impresso por letras com uma barra acima delas
| Sinal                                    | Código    | Significado                                          | Comentário |
| ---------------------------------------- | --------- | ---------------------------------------------------- | --- |
| {\displaystyle {\overline {\mbox{AR}}}}  | ·-·-·     | Parar (fim da mensagem)                              | Frequentemente escrito como + |
| {\displaystyle {\overline {\mbox{AS}}}}  | ·-···     | Espere (por 10 segundos)                             | Responde com C (sim). AS2 significa espere 2 minutos, AS5 5 minutos, etc. Para pausas de 10 minutos ou mais, use QRX (veja código Q)  |
| {\displaystyle {\overline {\mbox{BT}}}}  | -···-     | Separador dentro da mensagem                         | Frequentemente escrito como =. Na prática, indistinguível para {\displaystyle {\overline {\mbox{TV}}}}, e algumas vezes escrito assim |
| {\displaystyle {\overline {\mbox{CL}}}}  | -·-··-··  | Saindo do ar                                         | "Livre" |
| {\displaystyle {\overline {\mbox{DO}}}}  | -··---    | Troque por código wabun                              | |
| {\displaystyle {\overline {\mbox{K}}}}   | -·-       | Convite geral para transmitir                        | Frequentemente enviado após CQ |
| {\displaystyle {\overline {\mbox{KN}}}}  | -·--·     | Convite específico para transmitir                   | Frequentemente indica "de volta para você"                                                                                            |
| {\displaystyle {\overline {\mbox{R}}}}   | ·-·       | Recebido e entendido                                 | "Roger" |
| {\displaystyle {\overline {\mbox{SK}}}}  | ···-·-    | Fim (fim do contato)                                 | Na prática, indistinguível de {\displaystyle {\overline {\mbox{VA}}}}, e algumas vezes escrito assim                                  |
| {\displaystyle {\overline {\mbox{SOS}}}} | ···---··· | Mensagem de sério perigo e pedido por ajuda urgente. | Não usada ao menos em iminência de perigo para a vida ou para embarcações no mar. Veja SOS                                            |

Embora esses não sejam realmente símbolos especiais, um erro pode ser indicado por uma série de {\displaystyle {\overline {\mbox{E}}}}s:
| ······· | Erro, corrigir seguintes palavras (seis ou mais pontos em sequência) |
| · · ·   | Erro (facilmente identificada por ritmo "quebrado")                  |

## Outros caracteres
| ä  | ·-·- (também æ)  |
| à  | ·--·- (também å) |
| ç  | -·-·· (também ĉ) |
| ch | ----             |
| ð  | ··--·            |
| è  | ·-··-            |
| é  | ··-··            |
| ĝ  | --·-·            |
| ĥ  | -·--·            |
| ĵ  | ·---·            |
| ñ  | --·--            |
| ö  | ---· (também ø)  |
| ŝ  | ···-·            |
| þ  | ·--··            |
| ü  | ··-- (também ŭ)  |

## Estrutura em árvore
Alguns métodos de ensino e aprendizagem de código Morse usam o sistema de árvore abaixo:

Árvore binária para representar o código Morse.

## O declínio da telegrafia comercial
Os códigos Morse, numa ou noutra versão, são utilizados há mais de 160 anos - há mais tempo do que qualquer outro sistema de codificação de mensagens eléctricas. Os auxílios à radionavegação, como os VOR e os NDB para uso aeronáutico, transmitem informações de identificação sob a forma de código Morse, embora muitas estações VOR também forneçam atualmente identificação por voz. Os navios de guerra, incluindo os da Marinha dos EUA, há muito que utilizam lâmpadas de sinalização para trocar mensagens em código Morse. A utilização moderna continua, em parte, como uma forma de comunicar mantendo o silêncio de rádio. 
Nos Estados Unidos, a última transmissão comercial em código Morse teve lugar em 12 de julho de 1999 e terminou com a mensagem original de Samuel Morse de 1844 "WHAT GOD DID" e o símbolo SK ("end of contact").
Em 2015, a Força Aérea dos EUA ainda treina dez pessoas por ano em código Morse. Muitas pessoas atribuem o mérito ao código Morse. Em particular, lembra-se do som das mensagens SMS da Nokia? Introduza os seguintes caracteres no campo. . . --. . . campos em código morse para descobrir o seu significado. Uma melodia comum de SMS Standard em código Morse significa SMS (mensagem).
A Guarda Costeira dos EUA deixou de utilizar o código Morse na rádio e deixou de monitorizar as frequências de rádio para transmissões em código Morse, incluindo a frequência internacional de socorro de média frequência (MF) de 500 kHz. No entanto, a Federal Communications Commission continua a emitir licenças de operador de radiotelegrafia comercial aos candidatos que passem nos seus testes de código e escritos. Os licenciados reactivaram a antiga estação Morse costeira da Califórnia, KPH, e emitem regularmente a partir desse local, quer sob esse indicativo de chamada, quer como KSM. Da mesma forma, várias estações em navios-museu dos EUA são operadas por entusiastas do Morse.